# Desastre del K2 de 1995
El desastre del K2 de 1995 se refiere a los eventos acontecidos en una franja de 48 horas, entre el 13 y el 15 de agosto del año mencionado, cuando seis personas murieron el 13 de agosto de 1995 en el K2, en gran parte a causa del mal tiempo, especialmente por los fuertes vientos. Scott Fischer estaba escalando el Broad Peak en ese momento, y sugirió que un factor contribuyente fue la combinación de un frío brutal y vientos de más de 160 kilómetros por hora.
Un equipo estadounidense había obtenido un permiso para escalar el K2 de 8 611 metros en el verano de 1995. Se considera una ascensión mucho más difícil y peligrosa que el Everest, por ejemplo. El 13 de agosto de 1995, los restos del equipo estadounidense y Alison Hargreaves se habían unido a un equipo neozelandés y canadiense en el campo IV, a unos 7 600 metros sobre el nivel del mar y a un mínimo de 12 horas de la cumbre. Más tarde ese mismo día, tras unirse a un equipo español de montañeros por encima del campo IV, el neozelandés Peter Hillary, hijo del pionero del Everest Edmund Hillary, decidió dar media vuelta, observando que el tiempo, que había sido bueno durante los cuatro días anteriores, parecía estar cambiando.
A las 18:45 horas, en buenas condiciones, Hargreaves y el español Javier Olivar alcanzaron la cumbre, seguidos por el estadounidense Rob Slater, los españoles Javier Escartín y Lorenzo Ortiz, y el neozelandés Bruce Grant. Los seis murieron en una violenta tormenta cuando regresaban de la cumbre. El canadiense Jeff Lakes, que había regresado antes por debajo de la cumbre, consiguió llegar a uno de los campamentos inferiores, pero murió por los efectos de la exposición.
Al día siguiente, dos alpinistas españoles, Pepe Garcés y Lorenzo Ortas (no Lorenzo Ortiz, que murió en la tormenta), que habían sobrevivido a la tormenta en el campo IV, descendían la montaña aquejados de congelación y agotamiento. Antes de llegar al campo III encontraron un anorak manchado de sangre, una bota de escalada y un arnés. Reconocieron que el equipo pertenecía a Hargreaves. Desde el campo III también pudieron ver un cadáver a lo lejos. No se acercaron al cadáver, por lo que no pudieron identificarlo, pero no dudaron de que se trataba de Hargreaves y llegaron a la conclusión de que se había despeñado durante la tormenta. Lorenzo Ortas y Pepe Garcés sobrevivieron, pero tuvieron que ser evacuados en helicóptero y pasaron seis días sin tienda.

## Fallecidos
| Nombre            | Nacionalidad   | Fecha de muerte      | Causa de la muerte                                                  |
| ----------------- | -------------- | -------------------- | ------------------------------------------------------------------- |
| Alison Hargreaves | Británico      | 13 de agosto de 1995 | Motivos exactos desconocidos; posiblemente se perdió en la tormenta |
| Javier Olivar     | Español        | 13 de agosto de 1995 | Motivos exactos desconocidos; perdidos en la tormenta               |
| Rob Slater        | Estadounidense | 13 de agosto de 1995 | Motivos exactos desconocidos; perdidos en la tormenta               |
| Javier Escartín   | Español        | 13 de agosto de 1995 | Motivos exactos desconocidos; perdidos en la tormenta               |
| Lorenzo Ortiz     | Español        | 13 de agosto de 1995 | Motivos exactos desconocidos; perdidos en la tormenta               |
| Bruce Grant       | Neozelandés    | 13 de agosto de 1995 | Motivos exactos desconocidos; perdidos en la tormenta               |
| Jeff Lakes        | Canadiense     | 15 de agosto de 1995 | Exposición al frío                                                  |